# Wielonarodowe Połączone Siły Zadaniowe
Wielonarodowe Połączone Siły Zadaniowe (ang. Combined Joint Task Forces, CJTF) – wielonarodowe grupy zadaniowe tworzone przez NATO w przypadku operacji wojskowych niezwiązanych z obroną terytorium Sojuszu, takich jak operacje humanitarne i operacje utrzymania pokoju. Koncepcja została opracowana pod koniec 1993 roku i zatwierdzona na szczycie w Brukseli w styczniu 1994 roku. Są złożone z komponentów co najmniej dwóch rodzajów sił zbrojnych, opartych na współpracy dwóch lub więcej państw (również państw niebędących członkami NATO).
Przykładami są: 
- MNCNE – Wielonarodowy Korpus Północno-Wschodni
- LITPOLBAT – Litewsko-Polski Batalion Sił Pokojowych
- POLUKRBAT – Polsko-Ukraiński Batalion Sił Pokojowych